# Ermidas-Sado
Ermidas-Sado é uma vila portuguesa sede da Freguesia de Ermidas-Sado do Município de Santiago do Cacém, freguesia com 88,72 km² de área e 2071 habitantes (censo de 2021), tendo, por isso, uma densidade populacional de 23,3 hab./km².
A Freguesia de Ermidas-Sado é composta pelas localidades de Ermidas-Sado, Ermidas, Faleiros e Vale da Eira.

## História
A Freguesia de Ermidas-Sado foi criada pelo decreto-lei nº 39.186, de 24 de abril de 1953, com lugares da freguesia de Alvalade.
A povoação sede da freguesia e que lhe deu o nome foi elevada à categoria de vila em 12 de Julho de 2001.
A designação Ermidas-Sado, primeiramente Ermidas-Estação, depois Ermidas-Gare e definitivamente Ermidas-Sado, (algumas vezes erradamente denominada como "Ermidas do Sado") deve-se ao facto de ter sido o local escolhido, na então herdade do Cartaxo, para a construção da Estação Ferroviária de Ermidas-Sado para servir Ermidas, no escoamento dos seus produtos sobretudo cereais e suínos.
Por sua vez, Ermidas deve o seu nome devido à existência, junto à localidade na herdade do Roxo, das Ermidas de São Roque e de Nossa Senhora do Roxo, esta última ligada à Ordem Militar de Santiago.
Servida a localidade por uma estação da Linha do Sul (e desde 1934, local de entroncamento com esta da Linha de Sines), os caminhos-de-ferro impulsionaram a construção de uma fábrica de moagem e descasque de arroz.
O desenvolvimento da freguesia deu origem à instalação de um grande número de unidades fabris.
A moagem de cereais, indústria corticeira, transformação de madeira, construção e serralharia civil, panificação e hotelaria, constituem as suas actividades económicas principais
Está situada a noroeste do concelho de Santiago do Cacém e nela estão integrados vários locais de interesse turístico, dos quais se destacam as zonas piscatórias dos rios Sado e Corona, jardim público, Igreja Matriz e o Moinho da Gamita.
No seu artesanato são características as pinturas na madeira, cerâmica e porcelana, quadros com miniaturas de instrumentos agrícolas em madeira e cortiça, bordados e rendas, azulejos e pinturas no barro.
Em 2004, com a eletrificação da Linha do Sul, passou a existir uma passagem pedonal e rodoviária por baixo da ponte dos caminhos de ferro, que atravessa a vila. Os muros de betão foram então pintados, com base num projeto do escultor Gonçalo Condeixa. Foram também afixadas esculturas / árvores, para dar alegria ao muro.

## Demografia
A população registada nos censos foi:
| Distribuição da População por Grupos Etários | Distribuição da População por Grupos Etários | Distribuição da População por Grupos Etários | Distribuição da População por Grupos Etários | Distribuição da População por Grupos Etários |
| -------------------------------------------- | -------------------------------------------- | -------------------------------------------- | -------------------------------------------- | -------------------------------------------- |
| Ano                                          | 0-14 Anos                                    | 15-24 Anos                                   | 25-64 Anos                                   | > 65 Anos                                    |
| 2001                                         | 235                                          | 313                                          | 1102                                         | 556                                          |
| 2011                                         | 222                                          | 160                                          | 1058                                         | 580                                          |
| 2021                                         | 251                                          | 162                                          | 1015                                         | 643                                          |

## Galeria

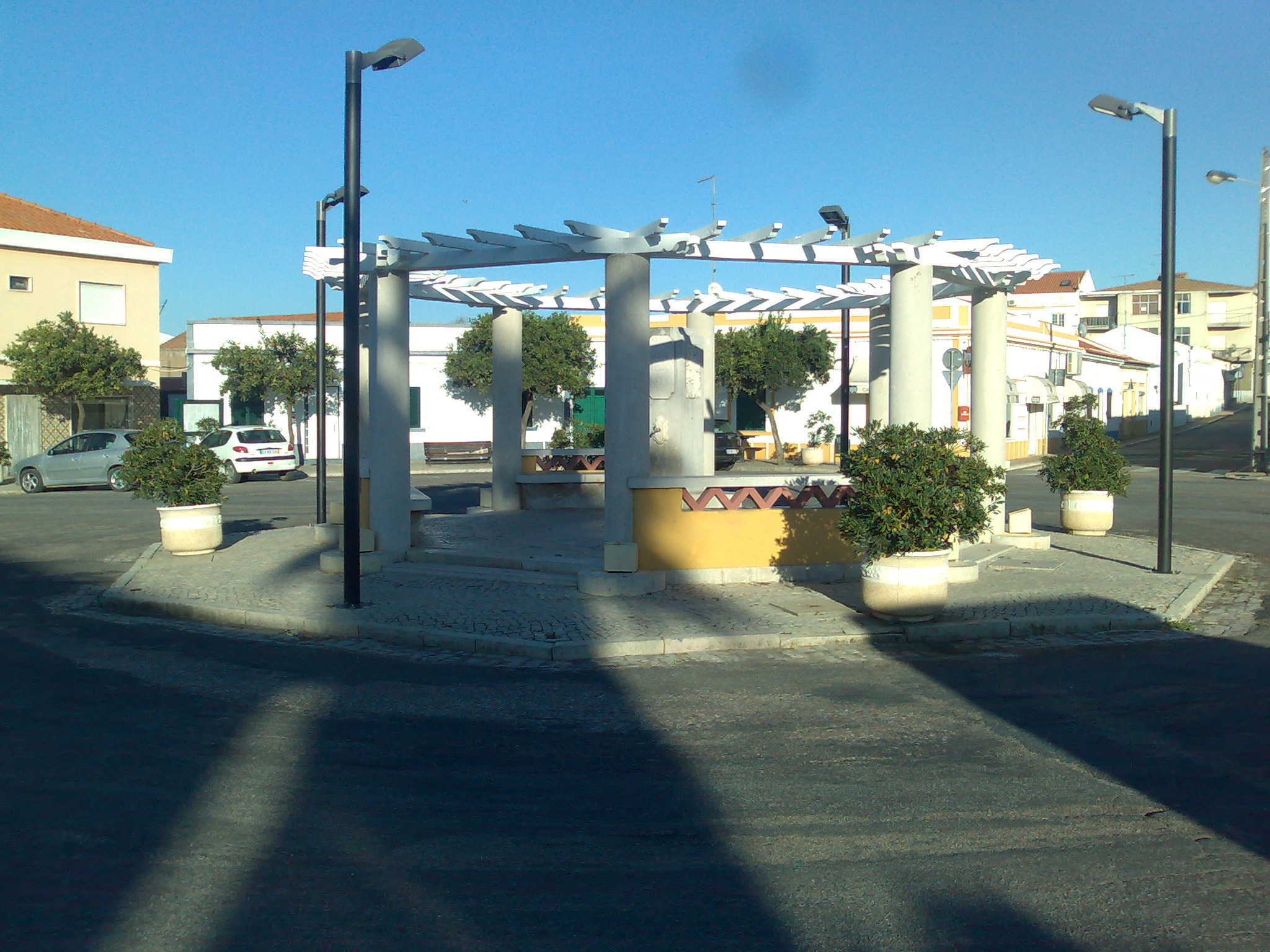
Largo do chafariz
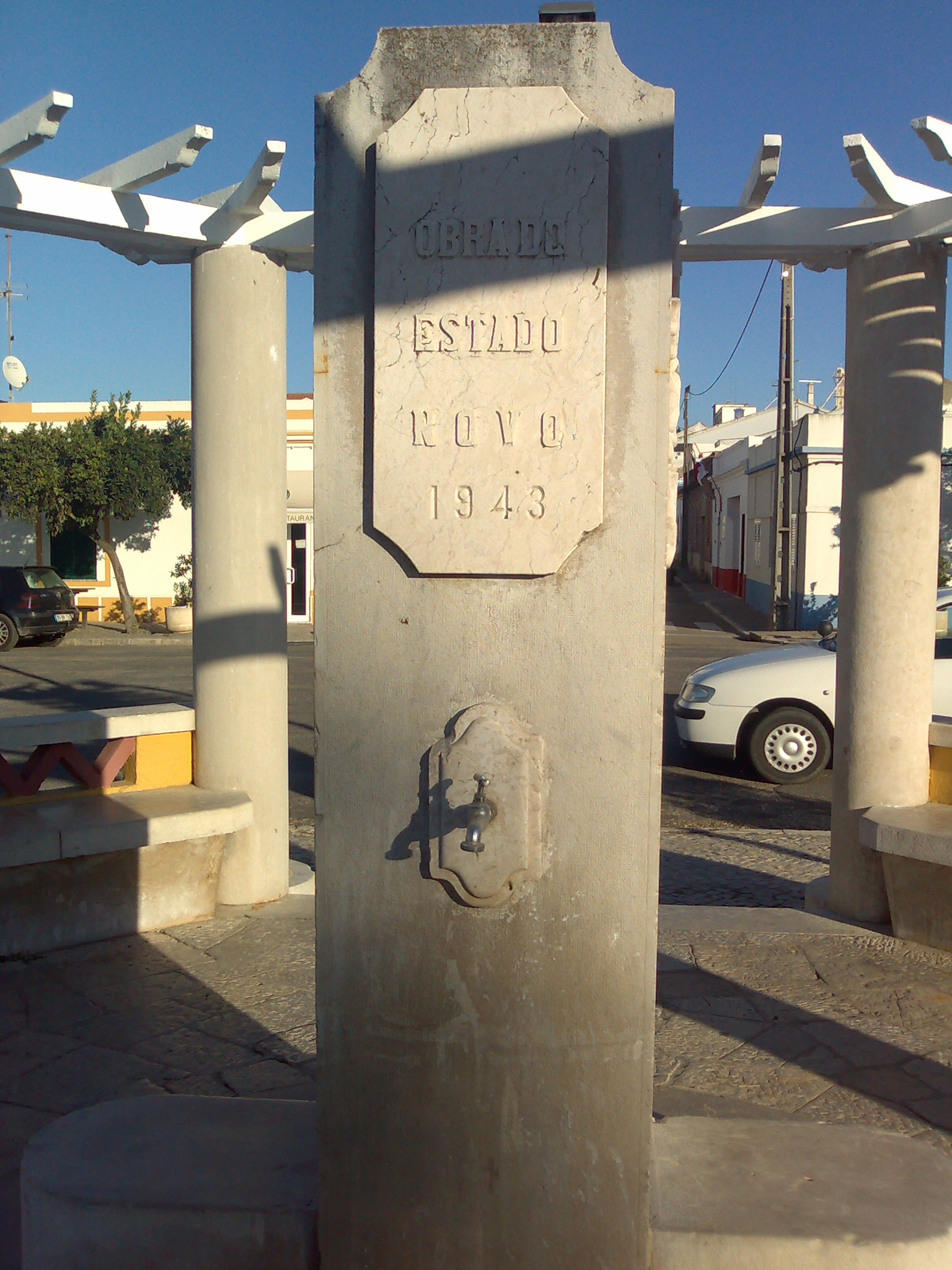
Chafariz
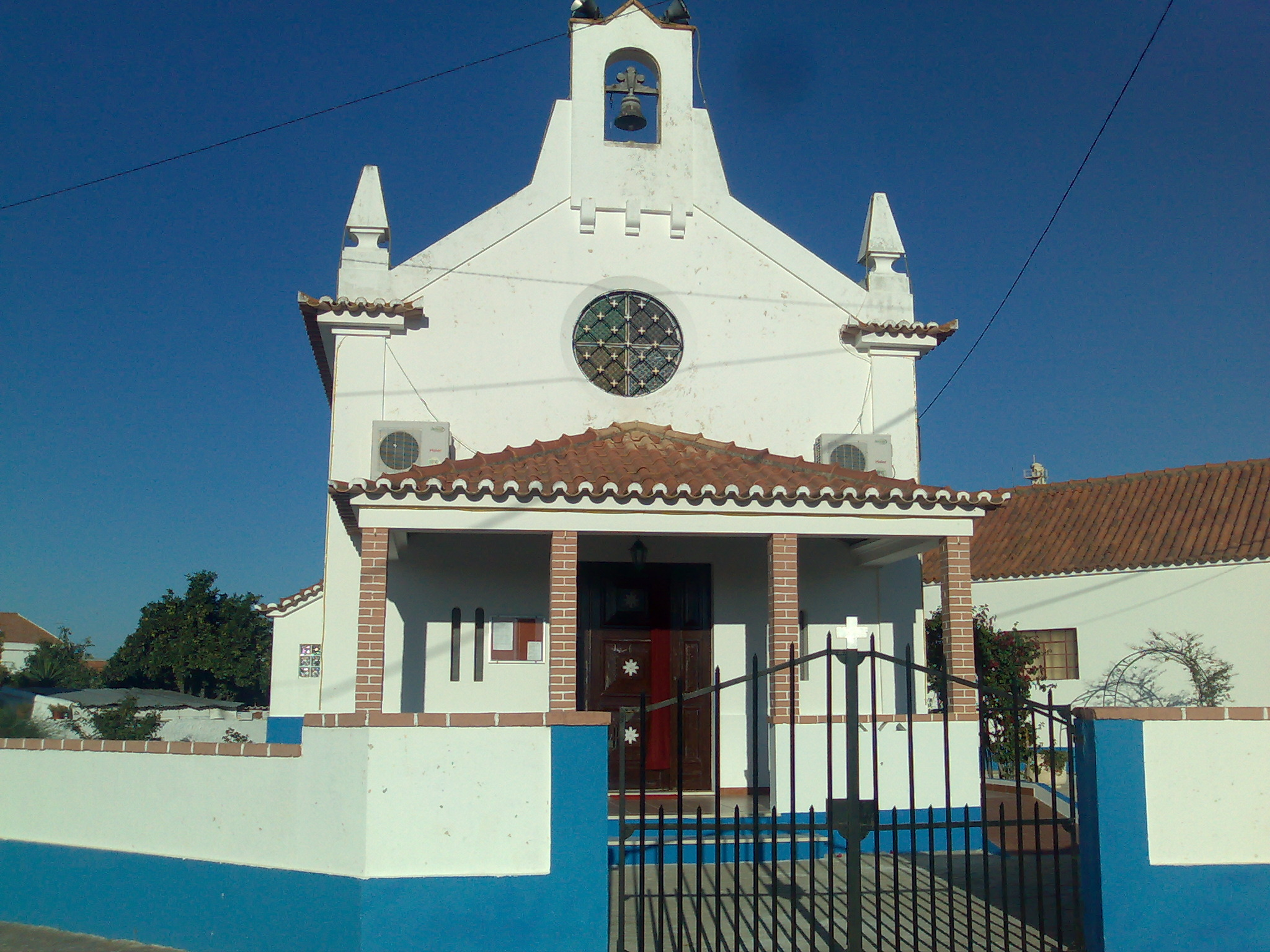
Igreja